# Crateromorpha pedunculata
Crateromorpha pedunculata är en svampdjursart som först beskrevs av Isao Ijima 1927.  Crateromorpha pedunculata ingår i släktet Crateromorpha och familjen Rossellidae. Inga underarter finns listade i Catalogue of Life.